# Data (Star Trek)
 (février 2025).
 (février 2025).
- Si vous ne connaissez pas le sujet, laissez ce bandeau (vous pouvez alors contacter les auteurs).
- Si vous supprimez le contenu mis en cause (vous pouvez préalablement contacter les auteurs),

argumentez précisément cette suppression dans la page de discussion
(un manque de référence n'est pas un argument ; une recherche réelle de référence doit avoir été effectuée, être formellement documentée).
Pour les articles homonymes, voir Data.
Data est un personnage de l'univers de fiction de Star Trek, et plus particulièrement de la série Star Trek : La Nouvelle Génération, interprété par l'acteur Brent Spiner.

## Biographie
Data est un androïde, une forme avancée de vie artificielle, doté d'un cerveau positronique. Il est capable de stocker environ 100 000 téraoctets et d'effectuer 60 trillions de calculs à la seconde (Être ou ne pas être). Son corps est composé de 24,6 kg de tripolymère composite, 11,8 kg de l'alliage molybdène-cobalt et de 1,3 kg de bioplastique (Les Jouets). Il est très proche du personnage de Spock par son esprit logique et sa difficulté à comprendre parfois les humains, bien qu'il rêve, contrairement au Vulcain, de leur ressembler.
Créé par le roboticien Dr Noonien Soong, Data a été trouvé sur la planète Omicron Theta par l'équipage de l'astronef USS Tripoli en 2338, après qu'une entité de cristal eut détruit la colonie installée sur la planète.
À sa sortie de l'Académie de Starfleet, il a été affecté sur l'astronef USS Trieste puis a servi en qualité d'officier scientifique, chef des opérations et second officier à bord de l'Enterprise-D de 2364 à 2371, date de la destruction du vaisseau.
Il a ensuite servi sur l'Enterprise-E, de 2372, date du lancement de l'astronef, jusqu'à sa mort, en 2379. Il a été décoré à plusieurs reprises en raison de sa bravoure.
En 2364, Data découvre son frère Lore, un prototype psychopathe, également créé par le Dr Soong. Data l'élimine après que celui-ci ait tenté de prendre le contrôle de l'Enterprise dans l'épisode Data et Lore (Datalore).
En 2365, dans l'épisode Être ou ne pas être (The Measure of a Man), le cybernéticien Bruce Maddox obtient de Starfleet la permission de changer l'affectation de Data afin de l'étudier (en fait, le désactiver, le désassembler et le dupliquer). Data refuse et obtient un jugement de la juge-avocate générale Philippa Louvois en sa faveur, le déclarant être une forme de vie et avoir les mêmes droits que les autres citoyens de la Fédération des planètes unies. Cependant, Data ne gardera pas de rancune envers Bruce Maddox, l'aidant même dans ses recherches, notamment dans l'épisode Une journée de Data (Data's Day).
En 2366, désirant se reproduire, Data crée une fille, Lal, dans l'épisode Paternité (The Offspring). Souffrant d'un dysfonctionnement de son réseau neuronal, elle meurt prématurément après que Data la désactive.
La même année, dans l'épisode Les Jouets (The Most Toys), on croit Data mort dans un accident de navette. En réalité, il a été enlevé par Kivas Fajo, un collectionneur d'objets rares qui sera finalement arrêté.
En 2367, dans l'épisode Les Frères (Brothers), Data est alerté par un signal automatique déclenché par le Dr Soong qui souhaitait lui donner une puce d'émotivité. Celle-ci avait été développée en secret par ses soins après qu'on l'ait cru mort, dans le but de procurer à Data toutes les sensations ressenties par les humains. Data, seul à bord de l'Enterprise, se rend alors sur Terlina III afin d'y rencontrer le Dr Soong. Le signal ayant également alerté Lore, ce dernier trompe le Dr Soong et le tue après s'être emparé de la puce.
En 2370, Data est enlevé par son frère Lore qui l'oblige à participer à une insurrection des Borgs. Après que la menace envers la Fédération ait été écartée, Data est contraint de désassembler Lore. C'est à cette occasion qu'il récupère la puce d'émotivité qui lui était destinée (Descente aux enfers (Descent)).
La même année, dans l'épisode L'Héritage (Inheritance), Data rencontre une femme, la Dre Juliana Tainer, qui fut l'épouse et la collaboratrice du Dr Soong et, en quelque sorte, la mère de Data. En réalité, elle se révèle être une androïde, construite par le Dr Soong sur le modèle de la véritable docteure Tainer, décédée. Contrairement à Data, elle ignorait être une androïde, ayant divorcé d'avec le Dr Soong et s'étant remariée.
En 2371, Data décide d'utiliser la puce d'émotivité qu'il a récupérée sur Lore. Malgré quelques difficultés d'adaptation, Data l'intègre finalement à ses circuits dans le film Star Trek : Générations.
En 2379, dans le film Star Trek : Nemesis, Data est choisi pour devenir le premier officier de l’Enterprise-E. Peu de temps après, il découvre un prototype de lui-même, construit par le Dr Soong et dénommé Proto (B-4). Avant de prendre ses nouvelles fonctions il est tué en sauvant l’Enterprise-E et son équipage d'une attaque menée par le vaisseau rémien, Scimitar. Cependant, avant sa mort, Data avait transféré l'intégralité de sa mémoire dans le prototype Proto (B-4) dans l'espoir que ce dernier profite de son savoir. Les scénaristes offrent ainsi la possibilité de ressusciter Data dans un éventuel film à venir...
Dans le dernier épisode de Star Trek : La Nouvelle Génération, Toutes les bonnes choses... (All Good Things...), Q propose un avenir alternatif dans lequel Data occupe la prestigieuse chaire de professeur lucasien de l'université de Cambridge.
Data est l'un des personnages les plus populaires de l'univers Star Trek.[réf. nécessaire]

## Éléments biographiques non-canon
Il est à noter que dans la storyline de Star Trek Online: La personnalité de Data reprend le dessus sur la personnalité de B-4. Les membres de l'USS Enterprise E, doivent passer en cour pour déterminer les raisons de cet état de fait.
En 2384, Starfleet décide de transférer l'androïde B-4 à la garde de la Fondation Soong.
Le prototype est désactivé depuis sa découverte par l'Enterprise-E en 2379, mais les représentants de la fondation espèrent rétablir son fonctionnement positronique.
Un an plus tard, le chef mécanicien, Geordi La Forge demande un congé de longue durée envers Starfleet afin travailler sur des projets personnels, y compris un plan visant à construire et tester ses propres vaisseaux.
Mais son premier projet est d'aider l'équipe de la Fondation Soong à étudier l'androïde B-4.
Avec son aide, à la date stellaire 62762,91, l'équipe ouvre ce qu'il appelle la « matrice de données » avec succès ils accèdent à la personnalité, les connaissances et les souvenirs de Data, qui avait téléchargé ses informations dans B-4 avant sa destruction à la bataille de Bassen Rift.
La personnalité de Data s'affirmant sur la programmation plus primitive de B-4, il advient que l'androïde est capable d'aider l'équipe de la Fondation Soong à la mise à niveau du cerveau positronique, et de recréer la puce d'émotivité inventée par le Dr Noonien Soong.
L'équipe est persuadée que leur travail sera achevé en quelques mois.
Lors du Mariage de Worf en 2409, intervient un invité surprise : Data.
Avec ses mises à jour à la Fondation Soong, Data demande à Starfleet d'être réactivé et de reprendre ses fonctions.
Bien des questions restent sans réponses pour Starfleet, car Data est dans le corps de B-4. Devant la cour, l'Amiral Jean-Luc Picard, le Capitaine William T. Riker et plusieurs autres membres actuels et anciens de l'équipage de l'Enterprise-E témoignent pour le compte de Data.
Starfleet Command est d'accord de rétablir Data dans ses fonctions et le promeut capitaine chargé de superviser la réalisation du réaménagement de l'Enterprise-E.
À la date stellaire 63894,06, la rénovation de l'Enterprise-E est terminée, et le navire, commandé par le capitaine Data, prend son envol des chantiers navals d'Utopia Planitia.

## Liste des épisodes centrés sur Data
- Data et Lore (Datalore)
- Les Frères (Brothers)
- Être ou ne pas être (The Measure Of A Man)
- Paternité (The Offspring)
- Une journée de Data ( Data's Day)
- En théorie (In Theory)
- Le Culte du héros (Hero Worship)
- Descente aux enfers, 2/2 (Descent, Part II)
- Cauchemars (Phantasms)
- Les Jouets (The Most Toys)
- L'héritage (Inheritance)